# 瓦连京·库普佐夫

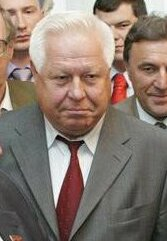
2007年的瓦连京·库普佐夫

瓦连京·亚历山德罗维奇·库普佐夫（俄语：Валенти́н Алекса́ндрович Купцо́в；1937年12月4日—）是苏联和俄罗斯的一位政治家。他出生于苏联俄罗斯苏维埃联邦社会主义共和国沃洛格达州切列波韦茨区明久基诺。他曾任苏联共产党中央委员会书记（1990年—1991年）、俄罗斯苏维埃联邦社会主义共和国共产党中央委员会第一书记（1991年8月—11月，名义上至1993年2月）。1993年2月，当选为俄罗斯联邦共产党中央委员会副主席。1993年3月20日—2004年7月3日，任俄罗斯联邦共产党中央委员会第一副主席。1993年—2008年，为俄罗斯联邦共产党中央委员会主席团成员。他还是俄罗斯联邦国家杜马第二至第五届（1995年—2011年）议员，并在第四届国家杜马（2003年—2007年）期间担任国家杜马副主席。